# شوروخوو
شوروخوو (به لاتین: Shorokhovo) یک منطقهٔ مسکونی در روسیه است که در باشقیرستان واقع شده‌است.